# استا. لوچیا لند
استا. لوچیا لند (انگلیسی: Sta. Lucia Land Inc.) شرکت املاک فیلیپینی است، که در سال ۱۹۶۶ تأسیس شد.